# Francisco Jaílson de Sousa
Francisco Jaílson de Sousa (nacido el 29 de noviembre de 1986) es un futbolista brasileño que se desempeña como centrocampista.
Jugó para clubes como el Bahia, Cruzeiro, Náutico, Vitória, Montedio Yamagata, Vila Nova, Caxias do Sul y Atlético.

## Trayectoria

### Clubes
| Club              | País     | Año         |
| ----------------- | -------- | ----------- |
| Bahia             | Brasil   | 2005        |
| Cruzeiro          | Brasil   | 2006        |
| Ipatinga          | Brasil   | 2006        |
| Guarani           | Brasil   | 2007        |
| Náutico           | Brasil   | 2007        |
| Guarani           | Brasil   | 2008        |
| Vitória           | Brasil   | 2009        |
| Montedio Yamagata | Japón    | 2009        |
| Ipatinga          | Brasil   | 2010        |
| Cabofriense       | Brasil   | 2011        |
| Vila Nova         | Brasil   | 2011        |
| Boa Esporte       | Brasil   | 2012        |
| Guarani           | Brasil   | 2013        |
| Caxias do Sul     | Brasil   | 2014        |
| Horizonte         | Brasil   | 2014        |
| Atlético          | Portugal | 2014 - 2015 |
| Jiangxi Liansheng | China    | 2015        |
| Tupi              | Brasil   | 2017        |
| URT               | Brasil   | 2017        |
| Tapajós           | Brasil   | 2017        |